# 宮城県道217号出島線
宮城県道217号出島線（みやぎけんどう217ごう いずしません）は、宮城県牡鹿郡女川町の出島内を結ぶ一般県道である。

## 概要
出島漁港と寺間漁港を結んでいる。途中出島大橋と接続する。

### 路線データ
- 起点：牡鹿郡女川町出島字出島
- 終点：牡鹿郡女川町出島字寺間
- 実延長：4,566.5 m[1]

## 地理

### 通過する自治体
- 牡鹿郡
  - 女川町